# Acyphoderes magna
Acyphoderes magna är en skalbaggsart som beskrevs av Giesbert 1991. Acyphoderes magna ingår i släktet Acyphoderes och familjen långhorningar. Inga underarter finns listade i Catalogue of Life.